# Hygropoda exilis
Hygropoda exilis là một loài nhện trong họ Pisauridae.
Loài này thuộc chi Hygropoda. Hygropoda exilis được Tord Tamerlan Teodor Thorell miêu tả năm 1881.